# William Kemmler
William Kemmler (9. května 1860 – 6. srpna 1890) z Buffala ze státu New York, byl první člověk popravený na elektrickém křesle. Kemmler zavraždil svou družku Tillie Ziegler sekerou 29. března 1889. Byl odsouzen a popraven 6. srpna 1890 v 6 hodin ráno. Kemmlerovi advokáti protestovali, že poprava elektrickým křeslem je krutý a neobvyklý trest (což odporuje ústavě), připojil se i George Westinghouse, jeden ze zastánců distribuce střídavého proudu, ale bezvýsledně. Částečně i proto, že na stranu státu se postavil Thomas Edison (Edison byl zastánce distribuce stejnosměrného proudu, panují dohady jestli negativní publicita a propaganda kolem popravy na elektrickém křesle neměla lidi přesvědčit o nebezpečnosti střídavého proudu).

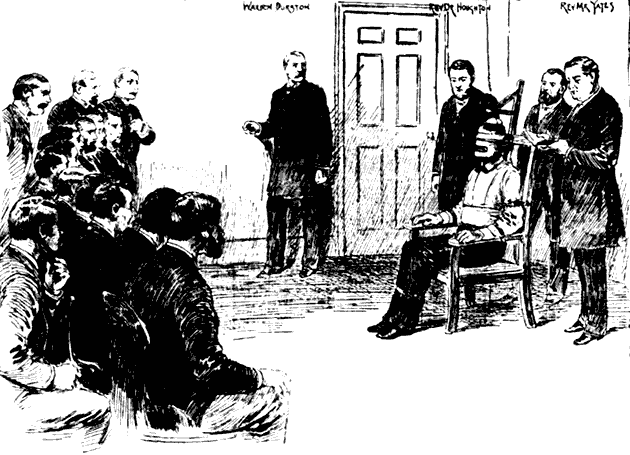
Obrázek z popravy Kemmlera

Praktické detaily elektrického křesla do finální podoby dotáhl a získal na ně patent Edwin Davis, první státem pověřený kat způsobilý obsluhovat elektrické křeslo.
První pokus o popravu selhal: do Kemmera byl pouštěn proud po dobu 17 sekund, ale ten zůstal naživu. Napětí bylo zvýšeno na 2000 voltů, ale generátor potřebuje nějaký čas než se nabije. Během této prodlevy byl ošklivě popálený Kemmler slyšet sténat. Druhý pokus trval zhruba minutu, přítomní svědci popravu popisují jako otřesnou scénu, kdy bylo cítit spálené maso a Kemmerovi z hlavy stoupal kouř. Westinghouse později popravu komentoval: „Udělali by lépe, kdyby použili sekeru.“ Reportér, který byl popravě přítomen jako svědek prohlásil: „Byla to děsivá podívaná, mnohem horší než oběšení“.